# Рабус, Карл Иванович
Карл Ива́нович Ра́бус (нем. Karl Wilhelm Rabus; 11 [22] мая 1800, Санкт-Петербург — 14 [25] января 1857, Москва) — русский живописец-пейзажист и график немецкого происхождения, крупный представитель романтического академизма николаевской эпохи, художественный публицист и педагог. Академик Императорской Академии художеств (с 1827), преподаватель московского Училища живописи и ваяния (с 1844), в последнем качестве — наставник Алексея Саврасова и ряда других известных пейзажистов пореформенной эпохи.

## Биография
Родился в Санкт-Петербурге 11 (23) мая 1800 года (по другим сведениям 14 марта 1799 года). Отец Иоганн Рабус умер, когда ему было семь лет. В январе 1810 года десятилетнего мальчика отправили воспитанником в Императорскую Академию художеств, где он учился до 1821 года. Получил от Академии художеств малую золотую медаль (1821) за картину «Вид приморского города» и аттестат 2-й степени.
Одно время находился в Малороссии, затем переехал в Крым, ставший излюбленным местом художника — там им были написаны разнообразные этюды и программную картину для получения звания академика. Программа состояла в том, чтобы «написать масляными красками Крымский пейзаж с натуры». В 1827 году Академия художеств присвоила Рабусу звание «академика ландшафтной живописи» за этюд «Вид Юрзуфа, имения герцога Ришельё». Также громкий успех принесла художнику картина «Вид Балаклавы». Художником написано множество этюдов Южного Берега Крыма. После Крыма, направился в Одессу и Константинополь.
Переехав в Москву в 1835 году он начал преподавательскую деятельность. На службе в Дворцовом Архитектурном училище преподавал перспективу. Тот же предмет преподавал позднее в Константиновском межевом институте. Будучи разносторонне подкованным, обучал дополнительным художественным дисциплинам: теория красок, курс истории живописи. Нередко он оказывал не только моральную, но и материальную поддержку своим подопечным.  Однажды, одна из картин Рабуса «Вид церкви в селе Измайлове» попала в императорский дворец и очень пришлась по душе при дворе. В результате Рабус становится придворным художником. Он написал для государя такие работы, как: «Буря», «Вид Галлиполи в лунном освещении». Незадолго до смерти, художник попробовал себя как литератор. Он начинает писать историю живописи. Также, он сотрудничал с периодическими издательствами.
С 1844 года был также профессором пейзажной живописи в Московском Строгановском училище; преподавал и в Московском училище живописи, ваяния и зодчества.
Много путешествовал. Рабус является автором целого ряда картин, а также множества этюдов с натуры, акварельных и карандашных рисунков и, в том числе, карикатур. Рисовал также на камне, для литографии.
Но этим его деятельность не ограничивалась. Рабус написал большой труд: «Руководство к перспективе», а незадолго до смерти он начал писать историю живописи. Кроме того, он сотрудничал в газетах по вопросам искусства.
Под конец жизни художник стал страдать дальтонизмом, не в состоянии различать жёлтые цвета, что, конечно, не могло не отразиться на его живописи.
Умер 14 (26) января 1857 года в Москве после продолжительной и тяжелой болезни. Похоронен на Введенском (Немецком) кладбище (уч. 10).
Имел сына; Михаил Карлович Рабус (1837—7.5.1891) похоронен на Ваганьковском кладбище.
Некоторые работы К. И. Рабуса:
- «Вид Гурзуфа в Крыму»;
- «Вид Балаклавы»;
- «Вид церкви в селе Измайлове»;
- «Буря»;
- «Вид Галлиполи при лунном освещении»;
- «Спасские ворота в Москве в лунную ночь»;
- «Вид Кремля при лунном свете»;
- «Закат»;
- «Близ Новодевичьего монастыря»;
- «Красная площадь в Москве»;
- «Вид Алексеевского монастыря, сломанного в 1858 г.»;
- «Вид Московского Кремля»;
- «Храм Василия Блаженного»;
- «Звездочка»;
- «Водяные смерчи на Средиземном море»;
- «Утренний вид на Москву с Воробьевых гор»;
- «Приморский вид гор Албании»;
- «Ночной вид из окрестностей Мейссена»;
- «Лебеди в высоком тростнике»;
- «Мост в Саксонии»;
- «Вид Звенигородского Саввинского монастыря»;
- «Вид Мюнхена»;
- «Озеро»;
- «Сладкие воды в Константинополе».

## Галерея

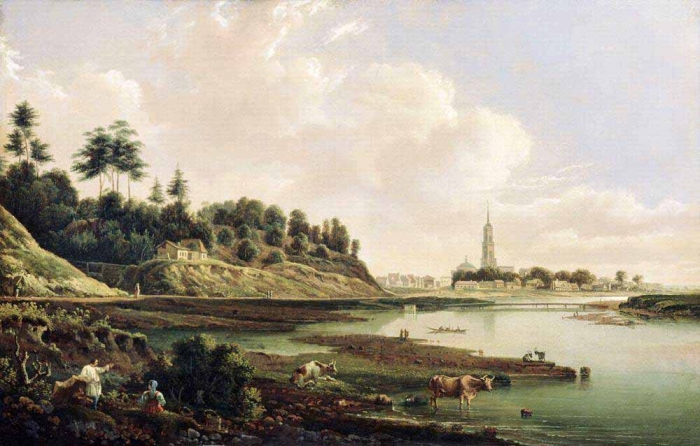
Вид Звенигорода
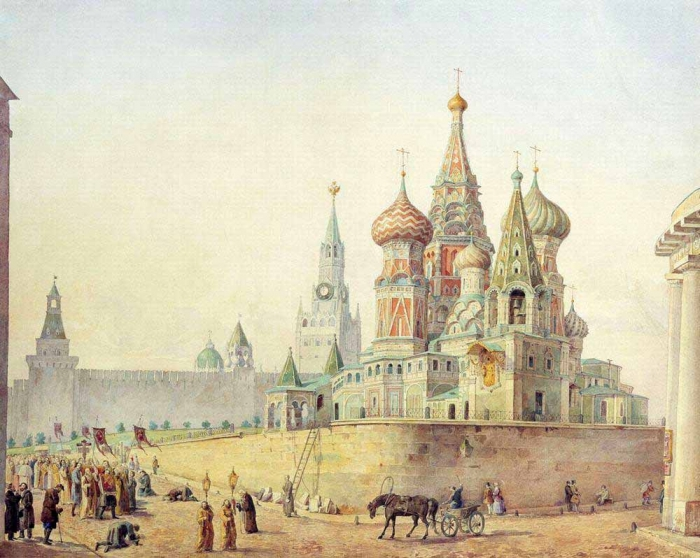
Храм Василия Блаженного
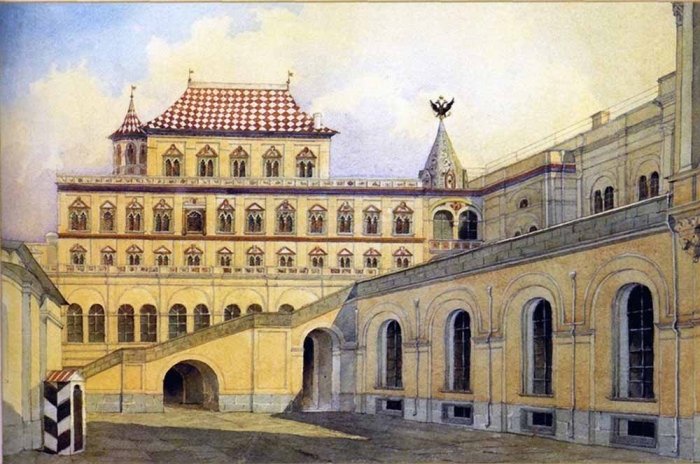
Терем царя Алексея Михайловича
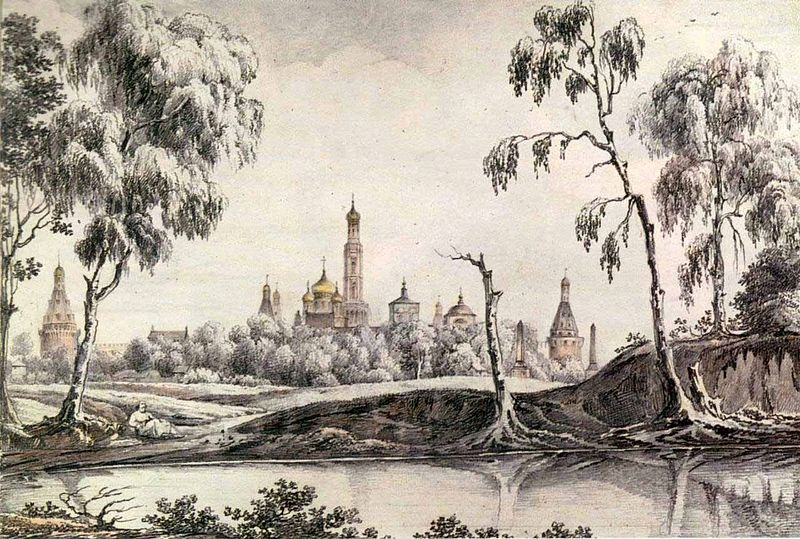
Вид на Симонов монастырь
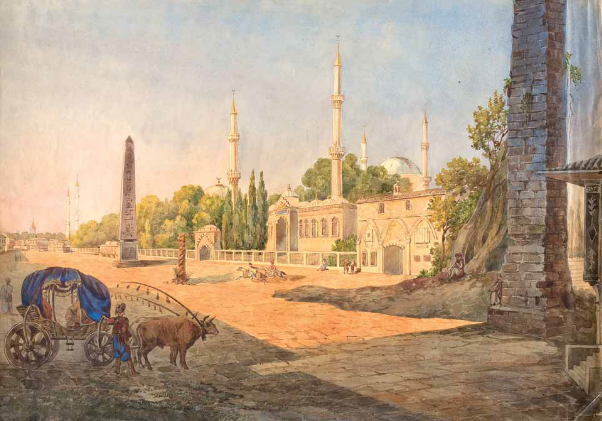
Вид Константинополя
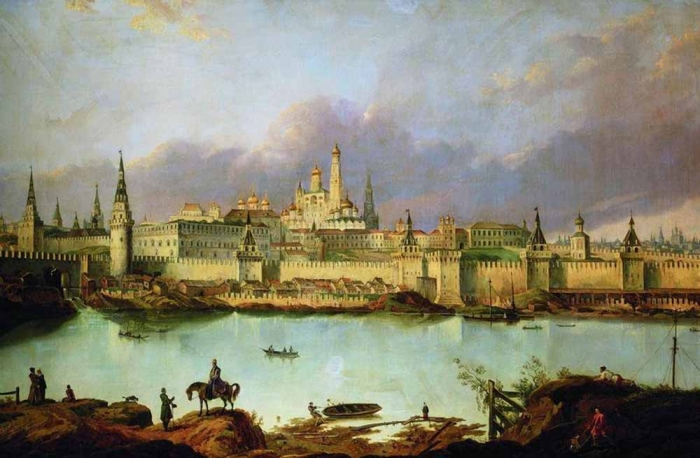
Вид Москвы времён Петра
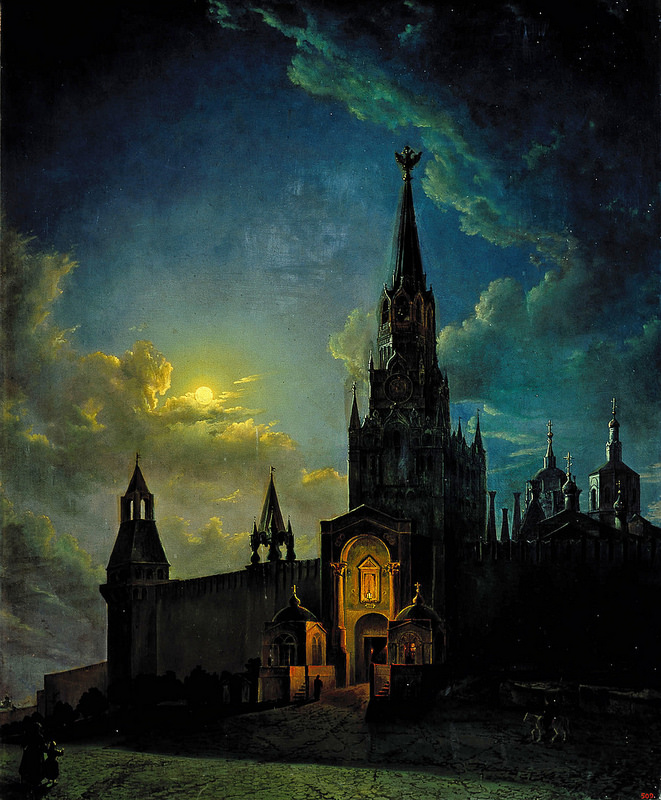
Спасские ворота Кремля
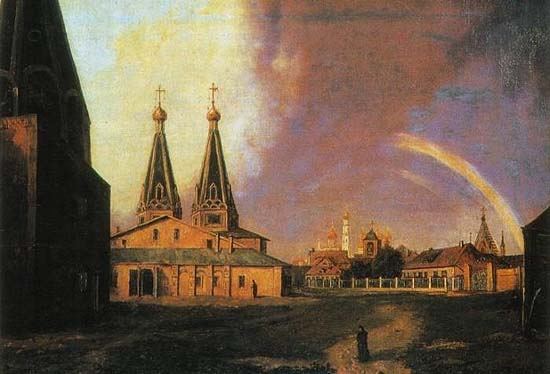
Преображенская церковь в Алексеевском монастыре